# Дмитрівка (Кропивницький район)
Дми́трівка — село в Україні, центр Дмитрівської сільської громади Кропивницького району Кіровоградської області. Населення становить 4250 осіб. Орган місцевого самоврядування — Дмитрівська сільська рада.

## Географія
У селі річки Рудка та Сріблянка впадають в Інгулець.

## Історія

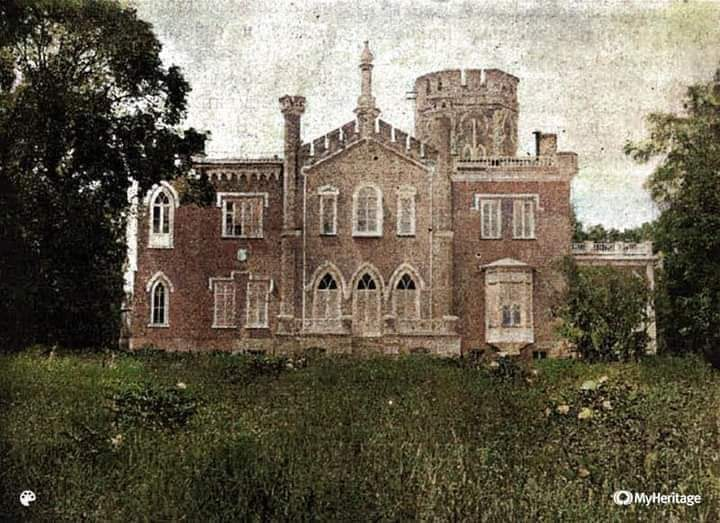
Шамівський замок, зруйнований більшовиками у 1920х рр.

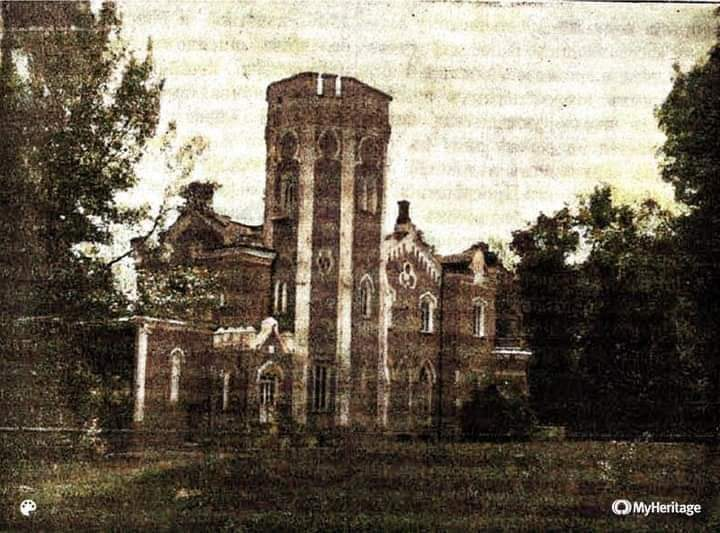
Шамівський замок, зруйнований більшовиками у 1920х рр.

За сімейним переказом Сахнів-Устимовичів, Дмитрівка названа так від імені сина крилівського сотника кінця 17 ст. Устима Сахна. У 1752—1764 роках тут була 17-та рота новосербського Гусарського полку (кінного). З 1776 року — штаб-квартира і шанець першої роти Далматського гусарського полку. Інші назви села — Дмитрівський шанець.
Станом на 1886 рік у містечку, центрі Дмитрівської волості Олександрійського повіту Херсонської губернії, мешкало 3962 осіб, налічувалось 865 дворових господарств, існували православна церква, єврейська синагога, школа, 18 лавок, 2 торжки, 3 винних склади, рейнський погріб, відбувалось 4 ярмарки на рік: 7 січня, 21 травня, 15 серпня та 23 вересня.
За переписом 1897 року кількість мешканців зросла до 7746 осіб (3716 чоловічої статі та 4030 — жіночої), з яких 6621 — православної віри, 1112 — юдейської.

## Населення
Згідно з переписом УРСР 1989 року чисельність наявного населення села становила 4768 осіб, з яких 2173 чоловіки та 2595 жінок.
За переписом населення України 2001 року в селі мешкало 4227 осіб.

### Мова
Розподіл населення за рідною мовою за даними перепису 2001 року:
| Мова       | Відсоток |
| ---------- | -------- |
| українська | 89,62 %  |
| російська  | 8,61 %   |
| білоруська | 0,71 %   |
| молдовська | 0,38 %   |
| вірменська | 0,33 %   |
| циганська  | 0,14 %   |
| болгарська | 0,02 %   |
| польська   | 0,02 %   |

## Економіка
У селі розташовані свиноферми. Вони належать Моцному Василю Кузьмовичу.

## Пам'ятки
На захід від села знаходиться заповідне урочище місцевого значення Бочки.

## Відомі люди
Уродженцями села є:
- Андреєв Олександр Микитович (1917—1988) — український радянський діяч.
- Бутенко Микола Валерійович (1990—2015) — старший солдат Збройних сил України, учасник російсько-української війни.
- Гуренко Кузьма Йосипович (1909—1944) — Герой Радянського Союзу.
- Євплов Іван Гаврилович (1920) — Герой Радянського Союзу.
- Єременко Василь Георгійович (1919—2000) — український художник театру.
- Калінін Ігор Васильович (нар. 1970) — доктор біологічних наук, професор.
- Тимохін Володимир Ілліч (1929—1999) — український співак (ліричний тенор).